# 12인의 야도
"12인의 야도"는 한국에서 제작된 강찬우 감독의 1962년 영화이다. 신영균 등이 주연으로 출연하였고 이성근 등이 제작에 참여하였다.

## 출연

### 주연
- 신영균
- 엄앵란
- 박노식
- 최성호

## 기타
- 조명: 최상동
- 미술: 홍성칠